# رود ایواکی
رود ایواکی (به لاتین: Iwaki River) یک رود در ژاپن است که در استان آئوموری واقع شده‌است.